# 蘇顯祖
蘇顯祖（？—？），顺天太兴人，清朝政治人物。监生出身。
康熙五十四年，擔任廣東廣州府永安縣知縣（現紫金縣知縣）。后由徐宏睿接任。